# India Amarteifio
India Ria Amarteifio (Kingston upon Thames, 17 settembre 2001) è un'attrice britannica. Dopo aver recitato in alcuni musical nel Regno Unito, è divenuta nota al grande pubblico recitando in serie televisive, tra cui Lacie Fairburn in The Evermoor Chronicles e Carlotta di Meclemburgo-Strelitz nella serie esclusiva Netflix La regina Carlotta: Una storia di Bridgerton.

## Biografia
Amarteifio è nata a Kingston upon Thames ed è cresciuta a Twickenham. Suo padre è di origine ghanese e sua madre è di origine tedesca. Nel 2012 è entrata a far parte della Richmond Academy of Dance, grazie alla quale ha sostenuto un'audizione e ottenuto una borsa di studio per frequentare la Sylvia Young Theatre School.
Amarteifio ha esordito come attrice nel West End come giovane Nala in The Lion King al Lyceum Theatre nel 2011. È poi apparsa in Matilda the Musical al Cambridge Theatre nel ruolo di Hortensia. Nel 2013 Amarteifio ha fatto parte del cast originale di Charlie and the Chocolate Factory al Theatre Royal Drury Lane nel ruolo alternato di Violet Beauregarde. Nello stesso anno ha fatto il suo debutto televisivo nel film della BBC One Gangsta Granny.
Nel 2015, Amarteifio è apparsa nella miniserie The Interceptor e ha recitato nel primo episodio della serie 9 di Doctor Who per BBC One. Nello stesso ann ha iniziato a recitare nella serie di Disney Channel Le cronache di Evermoor nel ruolo di Lacie Fairburn, ricoprendolo fino alla fine della serie nel 2017. Ha poi avuto ruoli ricorrenti come Sophie, la figlia di Roz Huntley nella quarta serie di Line of Duty e Maya Roebuck nella terza serie del crime drama di Sky Atlantic e The Tunnel.
Amarteifio ha fatto il suo esordio cinematografico nella commedia-drammatica La sfida delle mogli (Military Wives) sotto la regia di Peter Cattaneo del 2019. Nello stesso anno appare nel primo episodio di Sex Education. Nel 2022 ha interpretato Nora Randall nella serie di fantascienza Il villaggio dei dannati. L'anno successivo ha recitato nel ruolo di protagonista di una versione giovane del personaggio principale di Golda Rosheuvel nello spin-off di Bridgerton La regina Carlotta: Una storia di Bridgerton prodotta da Netflix.

## Filmografia
Cinema
- La sfida delle mogli (Military Wives) – film, regia di Peter Cattaneo (2019)

Televisione
- One Gangsta Granny – film TV (2013)
- The Interceptor – serie TV, 7 episodi (2015)
- Doctor Who – serie TV, episodio 9x1 (2015)
- Hank Zipzer - Fuori dalle righe – serie TV, episodio 2x7 (2015)
- Le cronache di Evermoor – serie TV, 32 episodi (2015-2017)
- Fungus the Bogeyman – serie TV, 3 episodi (2015)
- Line of Duty – serie TV, 3 episodi (2017)
- The Tunnel – serie TV, 6 episodi (2017-2018)
- Unforgotten – serie TV, episodio 3x1 (2018)
- Sex Education – serie TV, episodio 1x7 (2019)
- Il villaggio dei dannati – serie TV, 7 episodi (2022)
- La regina Carlotta: Una storia di Bridgerton – serie TV, 6 episodi (2023)

## Riconoscimenti
- NAACP Image Awards
  - 2024 – Migliore attrice in una serie drammatica per La regina Carlotta: Una storia di Bridgerton

## Teatro
- Snow White and the Seven Dwarfs – parte del corpo di ballo (Richmond Theatre, Londra, nel 2009)
- The Lion King – nel ruolo di Nala (Lyceum Theatre, Londra, dal 2011 al 2012)
- Matilda the Musical – nel ruolo di Hortensia (Cambridge Theatre, Londra, dal 2012 al 2013)
- Charlie and the Chocolate Factory –nel ruolo di Violet Beauregarde (Theatre Royal Drury Lane, Londra, nel 2013)